# Test de análisis de lectoescritura (TALE)
El test de TALE es un test de análisis de lecto-escritura destinada a determinar los niveles generales de lectura y escritura de aplicación individual  de cualquier niño en un momento dado del proceso de adquisición de tales conductas. Fue diseñada con fines de asistencia, enseñanza e investigación.

## Características
- Categoría: Pruebas de lenguaje y lectura.
- Objetivos: Determinación de los niveles generales y las características específicas de la lectura y escritura, en un momento dado del aprendizaje
- Aplicación: Individual
- Tiempo: Variable
- Edad: De 6 a 10 años edad (1° a 4° de primaria y secundaria)
- Material: Material de administración, registro de Lectura, registro de escritura, manual de aplicación y escalas , cuadernillos de aplicación, planillas de corrección y Baremos, materiales de la prueba
- Ámbitos: Psicopedagogia - Neuropsicologia - Clínico- Investigación - Educacional

El TALE esta formado por dos subtests: Subtest de lectura y subtest de escritura

## Subtests
Subtest de Lectura
Esta dividido en cinco subtests:
1. . Lectura de letras: Se compone de una lista de letras mayúsculas y minúsculas, midiendo el tiempo invertido en la lectura.
2. . Lectura de sílabas: El niño debe leer una lista de sílabas midiendo el tiempo.
3. . Lectura de palabras: El niño debe leer una lista de palabras midiendo el tiempo
4. . Lectura de textos: Se elige un texto en función del nivel escolar del niño de 1° a 4° de primaria, el niño debe leer en voz alta registrando el tiempo invertido.
5. . Compresión lectora: Se elige un texto de lectura comprensiva en función del nivel escolar del niño de 1° a 4° de primaria y posteriormente se le hacen 10 preguntas para determinar su comprensión

Subtest de Escritura
Que esta dividido a su vez en tres subtest:
1. . Copia: El niño debe copiar escribiendo en letra minúscula el modelo facilitado, debiendo cronometrar la duración total del subtest.
2. . Dictado: También hay que elegir el texto a dictar en función del nivel escolar del niño, 1° a 4° de primaria. se deben dictar frases, no palabras.
3. . Escritura espontánea: Se le dice al niño: "ahora harás una redacción. escribe aquí todo lo que se te ocurra sobre lo que tu quieras".